# بيتر فرنسيس هاموند
بيتر فرنسيس هاموند (بالإنجليزية: Peter Francis Hammond)‏ هو سياسي أمريكي، ولد في 30 يونيو 1887 بلانكستر في الولايات المتحدة، وتوفي بنفس المكان في 2 أبريل 1971. حزبياً، نشط في الحزب الديمقراطي. وقد انتخب عضو مجلس النواب الأمريكي.